# NGC 2511
NGC 2511 je galaksija u zviježđu Malom psu.

## Vanjske poveznice
- SEDS: NGC 2511